# Alain Robbe-Grillet
Alain Robbe-Grillet (IPA: [a.lɛ̃ ʁɔb ɡʁi.jɛ]) (Brest, 18 agosto 1922 – Caen, 18 febbraio 2008) è stato uno scrittore, saggista, regista e sceneggiatore francese.
Massimo teorico ed esponente, assieme a Nathalie Sarraute, Michel Butor e Claude Simon, del gruppo del Nouveau roman (Nuovo romanzo), movimento che ha espresso una rigorosa e totale alternativa allo psicologismo del romanzo moderno, Alain Robbe-Grillet è stato eletto membro dell'Académie française il 25 marzo 2004, succedendo a Maurice Rheims al seggio n. 32. Ha profondamente influenzato la letteratura europea della seconda metà del Novecento, tra cui anche gli italiani Edoardo Sanguineti e Ferdinando Camon.
Era sposato con Catherine Robbe-Grillet (nata Rstakian, nel 1930), anche nota come Jeanne de Berg e come Jean De Berg, nome con il quale ha pubblicato il libro L'image (1956), da cui è stato tratto il film omonimo, noto anche come The Punishment of Anne o L'Esclave, per la regia di Radley Metzger.

## Biografia
Alain Robbe-Grillet nacque a Brest, in Bretagna, nel 1922 in una famiglia di ingegneri e scienziati. Inizia a lavorare come agronomo ma durante la seconda guerra mondiale, tra il 1943 e il 1944, viene reclutato dal Service du travail obligatoire, che lo costringerà a lavorare come macchinista a Norimberga. I primi mesi di lavoro sono visti da Robbe-Grillet come una sorta di vacanza, dal momento che la formazione molto rudimentale che gli era stata fatta sul funzionamento della macchina gli permette di avere il tempo libero per andare a teatro e all'opera.
Nel 1945 ottiene il diploma presso l'Istituto Nazionale di Agronomia di Parigi, dopodiché inizia a lavorare come agronomo in Martinica, Guinea francese, Guadalupa, e Marocco. Sposa Catherine Rstakian. Come attrice ha preso spesso parte ai suoi film. È anch'essa scrittrice, firmando i suoi lavori come Catherine Robbe-Grillet o sotto lo pseudonimo di Jean De Berg o Jeanne De Berg. Il suo libro più conosciuto è L'immagine (1956). Dopo la morte del marito ha scritto, tra l'altro, anche un libro di ricordi su di lui, Alain (2012). Muore a Caen, il 18 febbraio 2008, per problemi cardiaci.

## Carriera
Alain Robbe-Grillet esordisce nel 1953 con il suo primo romanzo Le gomme. Fin da quest'opera, eliminata ogni interiorità psicologica, riducendo i personaggi alla pura funzione percettiva (e questa limitata allo sguardo), Robbe-Grillet fa compiere al romanzo una svolta che è quasi un capovolgimento: l'attenzione non è più volta al personaggio ed alle sue azioni, ma alle cose; la trama (spesso modellata su quella dei gialli o dei miti) serve solo a tenere unite le notazioni percettive di per sé disgregate in una miriade di minuziosi particolari.
Per i suoi primi lavori viene elogiato da critici eminenti, quali ad esempio Roland Barthes (che lo recensisce su "Critique") e Maurice Blanchot. All'epoca dell'uscita del suo secondo romanzo, Le Voyeur (1955), diviene direttore letterario delle Éditions de Minuit, posizione che occuperà fino al 1985 e che gli permette di conoscere scrittori come Michel Butor e Nathalie Sarraute, anche loro attenti più all'esterno che all'interno del personaggio.
In questo periodo affianca all'opera narrativa una serie di dichiarazioni poetiche, che poi raccoglie in Per un nuovo romanzo (Pour un nouveau roman, 1963). Si tratta infatti di una raccolta di scritti teorici relativi al romanzo, pubblicati precedentemente.
Dopo aver pubblicato La gelosia (1957) e Nel labirinto (1959), inizia a dedicarsi al cinema. Scrive i dialoghi e la sceneggiatura di L'anno scorso a Marienbad di Alain Resnais (L'année dernière à Marienbad, 1961) e dirige dieci film, tra cui Trans-Europ-Express (1967) e Spostamenti progressivi del piacere (Glissment progresif du plaisir, 1974).
Dal 1966 al 1968 Alain Robbe-Grillet è stato membro dell'Alto Consiglio per la Difesa e l'Espansione della Lingua Francese (Haut comité pour la défense et l'expansion de la langue française). Inoltre è stato a capo del Centro di sociologia della letteratura (Centre de sociologie de la littérature) all'Università di Bruxelles dal 1980 al 1995. Dal 1972 al 1997 svolge l'attività di professore alla New York University e alla Università Washington a Saint Louis, insegnando materie inerenti esclusivamente ai suoi racconti.
Nonostante sia stato eletto membro dell'Académie française nel 2004, a ottant'anni, non è mai stato formalmente ricevuto dall'Académie a causa di controversie relative alle procedure di accoglienza dello stesso organo. Robbe-Grillet si è infatti rifiutato di preparare un discorso di benvenuto in anticipo e di sottoporlo a lettura preventiva, preferendo improvvisare, né ha voluto indossare il celebre abito verde (habit vert) e la sciabola, che considerava obsoleti e superati.

## Stile
Lo stile di scrittura di Alain Robbe-Grillet è stato definito "realista" o "fenomenologico" (nel senso inteso da Heidegger) o "teoria della superficie pura". La sua descrizione metodica, geometrica e spesso ripetitiva degli oggetti sostituisce (anche se spesso rivela) la psicologia e l'interiorità del personaggio.
Il lettore deve così lentamente ricostruire la storia e l'esperienza emozionale, per esempio, della gelosia, nella ripetizione delle descrizione, nell'attenzione agli strani dettagli, e nelle continue interruzioni, un metodo che ricorda l'esperienza della psicoanalisi, in cui i significati più profondi dell'inconscio sono contenuti nel flusso di interruzioni e di libere associazioni.
La cronologia e la trama vengono spezzate, e il romanzo risulta l'equivalente letterario di un quadro cubista. Eppure la sua opera in ultima analisi è caratterizzata dalla sua capacità di produrre significati diversi a molte persone diverse.

## Romanzi
Alain Robbe-Grillet scrive il suo primo romanzo, Un regicidio (Un régicide), nel 1949. Lo scritto gli viene rifiutato da Gallimard, una delle più grandi case editrici francesi, e sarà pubblicato successivamente nel 1978 con lievi correzioni dall'editore Éditions de Minuit, al quale resterà legato per tutta la vita.
Il suo primo romanzo pubblicato è stato Le gomme (Les Gommes), nel 1953 che nel 1954 vince il Prix Fénéon. Pubblicato in Italia da Einaudi nel 1961. Il romanzo ricorda superficialmente un romanzo poliziesco, ma al suo interno si può trovare una struttura più profonda, basata sulla storia di Edipo. Il detective cerca l'assassino di un omicidio che non si è ancora verificato, solo per scoprire che il suo destino è quello di diventare egli stesso l'assassino.
Il suo successivo e più acclamato romanzo è 'Le Voyeur, pubblicato dapprima in Francia nel 1955, poi tradotto in inglese da Richard Howard nel 1958 e in italiano nel 1962. Racconta la storia di Mathias, un commesso viaggiatore di orologi che ritorna all'isola della sua giovinezza con un obiettivo disperato. Così come per molti dei racconti e film di Robbe-Grillet, Le Voyeur ruota attorno ad un omicidio apparente: in tutto il romanzo, Mathias dispiega un ritaglio di giornale contenente i dettagli dell'omicidio di una giovane ragazza e la scoperta del suo corpo tra gli scogli. La relazione di Mathias con una ragazza morta, forse quella della storia, viene rivelata in modo obliquo nel corso del romanzo, in modo che il lettore non capisca mai se Mathias sia realmente un assassino o solamente una persona che immagina di uccidere. Significativamente l'assassinio "reale", se mai esiste, è assente dal testo. La narrazione contiene pochi dialoghi e la cronologia ambigua degli eventi. Infatti l'incipit del romanzo è indicativo del tono dell'intera opera: "Era come se nessuno avesse sentito." Al romanzo è stato assegnato il Prix des Critiques.
Nel 1957 Robbe-Grillet scrive La gelosia (La Jalousie), uno dei suoi romanzi ambientato in uno scenario non urbano, in questo caso una piantagione di banane. Nonostante la popolarità de  Il guardone, nel primo anno di pubblicazione di La gelosia ne vengono vendute solamente 746 copie. Con il tempo è diventato un grande successo letterario ed è stato tradotto in inglese da Richard Howard. L'autore stesso sosteneva che il racconto è strutturato secondo le linee di un narratore in terza persona assente. Secondo Robbe-Grillet, il narratore assente, un marito geloso, osserva in silenzio gli incontri della propria moglie (chiamata solamente "A...") con il vicino Franck. Il narratore silenzioso, che non nomina mai sé stesso (la sua presenza è deducibile, per esempio, dal numeri di posti a tavola o delle sedie a sdraio nella veranda) è estremamente sospettoso che A... stia avendo una relazione con Franck. Per tutto il racconto, il narratore assente ripete di continuo le sue osservazioni e i suoi sospetti (che diventano delle vere e proprie scene con protagonisti A... e Franck) a tal punto da rendere impossibile distinguere tra momenti realmente "osservati" e momenti "sospettati".
Nel 1978 viene pubblicato Ricordi del triangolo d'oro (Souvenirs du Triangle d'Or), che in Italia uscirà per Spirali soltanto nel 1987. Il protagonista viene arrestato e interrogato a lungo dalla polizia, in merito all'omicidio di una ragazza. Tra un interrogatorio e l'altro si alternano strane visioni, sorta di allucinazioni o quadri, in cui l'unico filo conduttore è una ragazzina dai lunghi boccoli d'oro.
Nel 1984 Alain Robbe-Grillet pubblica una sperimentale e personale sintesi della sua infanzia, vita e teorie estetiche in Lo specchio che ritorna (Le Miroir qui revient).

## Cinema
Robbe-Grillet è stato anche sceneggiatore, in particolare per Alain Resnais, per il quale nel 1961 scrive la sceneggiatura del film L'anno scorso a Marienbad (L'année dernière à Marienbad), un successo di critica considerato uno dei migliori film francesi degli anni sessanta.
Successivamente Robbe-Grillet decide di dirigere da sé i propri film: Trans-Europ-Express (1966); le due produzioni franco-cecoslovacche L'uomo che mente (L'homme qui ment, 1968) e Oltre l'Eden (L'eden et après, 1970); il visionario Spostamenti progressivi del piacere (Glissments progressifs du plaisir, 1974); Giochi di fuoco (Le Jeu avec le feu, 1975) a cui prendono parte Philippe Noiret e Sylvia Kristel, oltre all'abituale Jean-Louis Trintignant, già interprete di diversi suoi film; La belle captive (1983); Gradiva (Gradiva (C'est Gradiva qui vous appelle), 2006) e altri.

## Influenze culturali
- Il compositore australiano Lindsay Vickery ha scritto un'opera basata sul racconto Djinn.
- Lo scritto Esquisse d'un nouveau chat di Umberto Eco, contenuto in Diario minimo, è una parodia dello stile di Robbe-Grillet
- Frédéric Beigbeder rende omaggio a Robbe-Grillet nel suo romanzo Windows on the World.
- Nel film Sideways - In viaggio con Jack (Sideways, 2004), Miles (Paul Giamatti) spiega a Maya (Virginia Madsen) che il suo romanzo inedito "si evolve - o incombe - in una sorta di mistero à la Robbe-Grillet - ma (con) nessuna soluzione reale".

## Opere

### Narrativa
- Un régicide, 1949, trad. Renato Barilli, Un regicidio, Testo e immagine, Torino 1999
- Les Gommes, 1953, trad. Franco Lucentini, Einaudi, Torino 1961
- Le Voyeur, 1955, trad. Luigi Aurigemma, Il voyeur, Einaudi, Torino 1962; trad. Stefania Ricciardi, Il voyeur, Nonostante, Trieste 2013
- La Jalousie, 1957, trad. Franco Lucentini, La gelosia, Einaudi, Torino 1958
- Dans le labyrinthe, 1959, trad. Franco Lucentini, Nel labirinto, Einaudi, Torino 1960; SE, Milano, 1987
- L'Année dernière à Marienbad (cine-romanzo), 1961, trad. Carlo Cignetti e Alberto Savini, L'anno scorso a Marienbad, Einaudi, Torino 1961
- Instantanés, 1962 (racconti), trad. Guido Neri, Istantanee, Einaudi, Torino 1963; trad. Laura Brignoli, Istantanee, Arcipelago, Milano 2000
- La Maison de rendez-vous, 1965, trad. Clara Lusignoli, La maison de rendez-vous, Einaudi, Torino 1966; Casa d'appuntamenti, ES, Milano 1996
- Projet pour une révolution à New York, 1970, trad. Clara Lusignoli, Progetto per una rivoluzione a New York, Einaudi, Torino 1972; trad. Roberto Marro, Progetto per una rivoluzione a New York, Testo e immagine, Torino 2000
- Glissements progressifs du plaisir (cine-romanzo), 1974, trad. Fiorenza Caselli e Guido Davico Bonino, Slittamenti progressivi del piacere, Einaudi, Torino 1974
- La Belle Captive (cine-romanzo), 1975
- L'immortelle (cine-romanzo), 1975
- Topologie d'une cité fantôme, 1976, trad. Roberta Maccagni e Lina Zecchi, Topologia di una città fantasma, Guanda, Milano 1983
- Souvenirs du triangle d'or, 1978, trad. Alessandra Tamburini, Ricordi del triangolo d'oro, Spirali, Milano 1987
- Djinn: un trou rouge entre les paves disjoints, 1981, trad. Roberto Rossi, Djinn: una buca rossa nel selciato sconnesso, Guanda, Milano 1982
- Le Miroir qui revient, 1985, trad. Anna Zanon, Lo specchio che ritorna, Spirali, Milano 1985
- Angélique, ou l'Enchantement, 1988, trad. Isabella Facco, Angelica, o L'incanto, Spirali, Milano 1989
- Les Derniers Jours de Corinthe, 1994
- La Reprise, 2001, trad. La ripresa, Testo e immagine, Torino 2001
- C'est Gradiva qui vous appelle (cine-romanzo), 2002
- Un roman sentimental, 2007

### Saggistica e altro
- Pour un Nouveau Roman, 1963, trad. parziale Renato Barilli, Una via per il romanzo futuro, Rusconi e Paolazzi, Milano 1961; trad. Luciano De Maria e Marcello Militello, Il nouveau roman, Sugar, Milano 1965
- Le Voyageur: textes, causeries et entretiens, 1947-2001, 2001
- Préface à une vie d'écrivain, 2005
- Scénarios en rose et noir 1966-1983, 2005
- La Forteresse: scénario pour Michelangelo Antonioni, 2009
- Porquoi j'aime Barthes, 2010, trad. Perché amo Barthes, Archinto, Milano 2004
- Catherine Robbe-Grillet, Jeune mariée: journal, 1957-1962, 2004, trad. Annalisa Bove, Giovane sposa: diario 1957-1962, Casini, Roma 2005
- Correspondance, 1951-1990, con Catherine Robbe-Grillet, 2012
- Catherine Robbe-Grillet, Alain, 2012

## Filmografia

### Regia
- 1963 - L'immortale (L'Immortelle)
- 1966 - Trans-Europ-Express (Trans-Europ-Express)
- 1968 - L'uomo che mente (L'homme qui ment)
- 1970 - Oltre l'Eden (L'Eden et après)
- 1971 - N. a pris les dés...
- 1974 - Spostamenti progressivi del piacere (Glissements progressifs du plaisir)
- 1975 - Giochi di fuoco (Le Jeu avec le feu)
- 1983 - La belle captive
- 1995 - Un bruit qui rend fou (co-regia con Dimitri de Clerq)
- 2006 - Gradiva (Gradiva (C'est Gradiva qui vous appelle))

### Sceneggiatore
- 1961 - L'anno scorso a Marienbad, regia di Alain Resnais
- 1963 - Begegnung mit Fritz Lang, regia di Peter Fleischmann
- 1969 - Les gommes, regia di Lucien Deroisy e René Micha
- 1972 - Taxandria, regia d'animazione di Raoul Servais
- 1976 - Centre Play - Episodio In the Labyrinth, regia Derek Martinus
- 1994 - Taxandria, regia di Raoul Servais